# Nazionale femminile di pallavolo di Macao
La nazionale femminile di pallavolo di Macao è una squadra asiatica ed oceaniana composta dalle migliori giocatrici di pallavolo di Macao ed è posta sotto l'egida della Federazione pallavolistica di Macao.

## Risultati

### Competizioni AVC
| 1975 | non qualificata | -            |
| 1979 | non qualificata | -            |
| 1983 | non qualificata | -            |
| 1987 | 11º posto       | Convocazioni |
| 1989 | 10º posto       | Convocazioni |
| 1991 | non qualificata | -            |
| 1993 | non qualificata | -            |
| 1995 | non qualificata | -            |
| 1997 | non qualificata | -            |
| 1999 | non qualificata | -            |
| 2001 | non qualificata | -            |
| 2003 | non qualificata | -            |
| 2005 | non qualificata | -            |
| 2007 | non qualificata | -            |
| 2009 | non qualificata | -            |
| 2011 | non qualificata | -            |
| 2013 | non qualificata | -            |
| 2015 | non qualificata | -            |
| 2017 | non qualificata | -            |
| 2019 | non qualificata | -            |
| 2023 | non qualificata | -            |

| 2022 | non qualificata | -            |
| 2023 | 11º posto       | Convocazioni |
| 2024 | non qualificata | -            |

### Competizioni zonali
| 2006 | 2º posto | Convocazioni |
| 2009 | 2º posto | Convocazioni |
| 2014 | 2º posto | Convocazioni |